# Chromis iomelas
Chromis iomelas es una especie de peces de la familia Pomacentridae en el orden de los Perciformes.

## Morfología
Los machos pueden llegar alcanzar los 8 cm de longitud total.

## Hábitat
Es un pez de mar.

## Distribución geográfica
Se encuentra desde la Gran Barrera de Coral y el norte de Nueva Guinea hasta Samoa e Islas de la Sociedad.